# دولت دوم علی منصور
دولت دوم علی منصور یکی از دولت‌های دوران پادشاهی مشروطه در دورهٔ پهلوی است که از فروردین ۱۳۲۹ تا تیر ۱۳۲۹ فعالیت کرد. رئیس این دولت، علی منصور بود.
پس از استعفای ساعد، علی منصور در روز ۳ فروردین ۱۳۲۹ توسط شاه مأمور تشکیل دولت شد. وی هیئت وزیران خود را روز ۱۴ فروردین به حضور شاه و روز ۲۰ فروردین به مجلس شورای ملی معرفی کرد. مجلس شورای ملی در روز ۲۴ فروردین به اتفاق آرا با ۸۵ رأی به دولت وی رأی اعتماد داد.
نخست‌وزیر در تاریخ ۵ تیر ۱۳۲۹ استعفای دولت را به حضور شاه تقدیم داشت.

## یادداشت
1. ↑  امور وزارت‌خانه به علیقلی اردلان معاون سیاسی وزارت امور خارجه محول شد.
2. ↑  امور وزارت‌خانه به عبدالحسین بهنیا معاون وزارت دارایی محول شد.[۶]